# Barleria puccionii
Barleria puccionii är en akantusväxtart som beskrevs av Emilio Chiovenda. Barleria puccionii ingår i släktet Barleria och familjen akantusväxter. Inga underarter finns listade i Catalogue of Life.